# Kanton Jumilhac-le-Grand

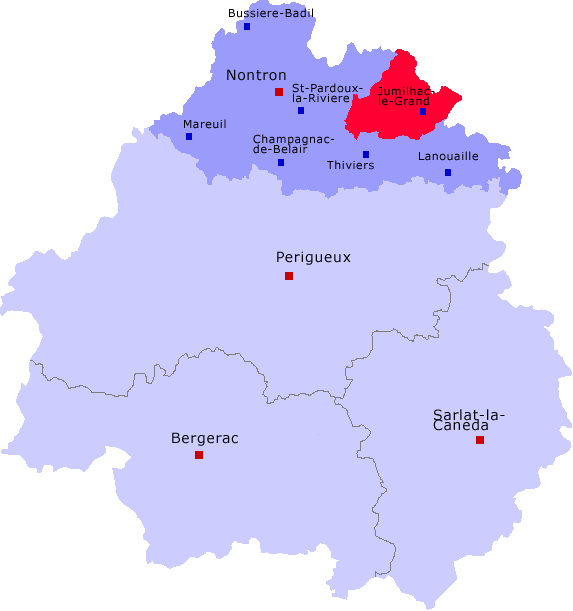
Lage des Kantons Jumilhac-le-Grand im Arrondissement Nontron und im Département Dordogne

Der Kanton Jumilhac-le-Grand war von 1790 bis 2015 ein französischer Wahlkreis im Arrondissement Nontron, im Département Dordogne und in der Region Aquitanien. Hauptort des Kantons war Jumilhac-le-Grand; dessen Vertreter im Generalrat war zuletzt von 1998 bis 2015 Michel Karp.
Der Kanton war 221,40 km² groß und hatte 5016 Einwohner (Stand 2008).

## Geschichte
Der Kanton wurde am 4. März 1790 im Zuge der Einrichtung der Départements als Teil des damaligen "Distrikts Nontron" gegründet. Mit der Gründung der Arrondissements am 17. Februar 1800 wurde der Kanton als Teil des damaligen Arrondissements Nontron neu zugeschnitten.
Siehe auch: Geschichte des Départements Dordogne und Geschichte Arrondissement Nontron.

## Gemeinden
| Gemeinde                  | Einwohner Stand 2008 | Fläche (km²) | Bevölkerungsdichte Einwohner/km² | Code Insee | Postleitzahl |
| ------------------------- | -------------------- | ------------ | -------------------------------- | ---------- | ------------ |
| Chalais                   | 454                  | 18,81        | 24                               | 24095      | 24800        |
| La Coquille               | 1377                 | 22,37        | 62                               | 24133      | 24095        |
| Jumilhac-le-Grand         | 1240                 | 66,67        | 19                               | 24216      | 24630        |
| Saint-Jory-de-Chalais     | 635                  | 31,73        | 20                               | 24428      | 24800        |
| Saint-Paul-la-Roche       | 517                  | 39,22        | 13                               | 24481      | 24800        |
| Saint-Pierre-de-Frugie    | 404                  | 21,74        | 19                               | 24486      | 24450        |
| Saint-Priest-les-Fougères | 389                  | 20,86        | 19                               | 24489      | 24450        |

## Bevölkerungsentwicklung
| 1962 | 1968 | 1975 | 1982 | 1990 | 1999 | 2006 | 2008 |
| ---- | ---- | ---- | ---- | ---- | ---- | ---- | ---- |
| 7110 | 6582 | 6150 | 5611 | 5211 | 5068 | 5035 | 5016 |